# Richard Barnett
Richard David Barnett CBE, angleško-judovski arheolog, častnik, akademik in pedagog, * 23. januar 1909, † 29. julij 1986.
Med drugo svetovno vojno je bil obveščevalni častnik na Bližnjem Vzhodu.
Deloval je v Britanskem muzeju in bil predavatelj na Hebrejski univerzi v Jeruzalemu.
Leta 1962 je postal član Britanske akademije.